# Гі II Нантський
Гі (Гюї, Гвідо) II (фр. Guy, лат. Wido, пом. 834) — граф Ванна в 813–819 роках, ймовірно син Гі, графа Нанта і маркграфа Бретонської марки з династії Гвідонідів.

## Біографія
Згадується як граф Ванна, де змінив свого дядька Фродоальда. Але в 819 році графом Ванна став бретонець Номіное.
Під час повстання синів імператора Людовіка I Благочестивого підтримував імператора. У 834 році відправлений імператором до Бретані, щоб витіснити прихильників сина імператора, Лотаря, в тому числі й Ламберта I, свого брата, але загинув у битві.